# Poduri (Fehér megye)
Poduri falu Romániában, Erdélyben, Fehér megyében.

## Fekvése
Vârşi mellett fekvő település.

## Története
Poduri korában Vârşi része volt. 1956 körül vált külön településsé 272 lakossal.
1966-ban 364, 1977-ben 211 lakosa volt. 1992-ben 152 lakosából 150 román, 2 magyar, a 2002-es népszámláláskor 130 lakosából 128 román, 2 magyar volt.